# Research Center for Heritage and Anthropology (RHeA)
Centrul de Studii pentru Patrimoniu și Antropologie Culturală - RHeA – este o unitate științifică independentă a Universității de Vest din Timișoara centrată pe cercetarea antropologică și promovarea patrimoniului cultural material și imaterial din regiunea Banat. Misiunea centrului este documentarea, arhivarea și promovarea patrimoniului cultural din Banat. RheA coordonează și implementează studii pe tema patrimoniului cultural. Datorită experienței membrilor săi, centrul se implică în activități de cercetare de teren care acoperă domeniile: patrimoniu regional, comunități istorice românești, comunități multietnice, patrimoniu imaterial, turism cultural etc. 
RheA poate elabora politici culturale și strategii legate de patrimoniul cultural, pe baza cercetărilor și ariilor de expertiză ale membrilor săi (etnologie, antropologie, patrimoniu cultural, arte, film, arhitectură, peisagistică, limba și literatura română).

Domenii de cercetare:
- Patrimoniu cultural imaterial: culturi locale și rurale, memorie și povestiri ale vieții, cunoștințe și practici locale, digitalizarea participativă a patrimoniului, viață cotidiană și resurse locale, culturi constructive, productive și culinare, peisaje culturale.
- Comunități istorice românești în afara granițelor (Banatul Sârbesc, Timoc, Transcarpatia, români în Ungaria)
- Antropologie vizuală

https://hera.uvt.ro/ Arhivat în 18 iunie 2020, la Wayback Machine.